# Kleztory
Kleztory is een klezmer- en wereldmuziekensemble, opgericht in 2000 te Montreal, Quebec in Canada. Kleztory maakt interpretaties van traditionele klezmermuziek en laat zich daarbij beïnvloeden door vele muziekgenres waaronder jazz, klassiek, country, blues, zigeuner- en volksmuziek.

## Bandleden
Huidige leden zijn Elvira Misbakova (viool), Airat Ichmouratov (klarinet, basklarinet, duclar), Mark Peetsma (contrabas), Dany Nicolas (gitaar) en Melanie Bergeron (accordeon).
Drie van de oprichters zijn nog onderdeel van de groep. Melanie Bergeron heeft de plaats ingenomen van oprichter Henri Oppenheim (accordeon) en Dany Nicolas heeft de plaats ingenomen van oprichter en gitaarspeler Alain Legault.
Voormalig fulltime lid (2013-2014), maar nu regelmatig terugkerend speciale gastoptreder Alexandru Sura (cimbalom) toert nog regelmatig met Kleztory vanuit zijn woonplaats Chisinau, Moldavië.

## Geschiedenis
Kleztory heeft behalve in hun eigen thuisbasis Montreal opgetreden in vele landen, waaronder ook Nederland en België.
In 2012 was Kleztory de enige Canadese deelnemer die deelnam aan het 3e internationale Joodse muziekfestival te Amsterdam. Daar hebben ze de Fürth Klezmer Prize gewonnen met als resultaat een optreden in 2013 op het Fürth Klezmer Festival te Duitsland.

## Opnames
Het eerste album van Kleztory kwam uit in 2001, onder de naam "Kleztory - Musique Klezmer'.
Een paar jaar later namen ze hun volgende cd op in samenwerking met de Musici de Montréal Chamber Orchestra, onder leiding van Yuli Turovsky, die vervolgens in de lente van 2004 internationaal gedistribueerd is onder Chandos Records.
In maart 2007 gaven ze hun derde cd uit, genaamd Nomade. Dit album leverde hen in 2007 een Opus Prize op voor het beste Jazz- / Wereldmuziekalbum van het jaar in Quebec. In 2013 heeft Kleztory hun nieuwste album "Arrival" gelanceerd, dat door ADISQ was genomineerd voor de categorie "beste album van het jaar in traditionele muziek".

## Discografie
- 2001 - Kleztory – Musique Klezmer
- 2004 - Klezmer with Yuli Turovsky and I Musici de Montréal Chamber Orchestra (Chandos Records)
- 2007 - Nomade (Amerix)
- 2013 - Arrival (Amerix)
- 2017 - Nigun (Amerix)[6]

## Prijzen
- 2014 - genomineerd voor ADISQ "Traditional Album of the Year" voor Arrival[7]
- 2012 - Winnaar van de Opus Prize in 2007 voor beste  jazz / wereldmuziek  album van het jaar te Quebec voor Nomade[8]
- 2012 - Winnaar van de Fürth Klezmer prijs op de 3rde Internationale joodse muziekfestival te Amsterdam.